# Списак бургундских војвода
Ово је списак бургундских војвода
| Династија            | Владар                 | Слика                                | Раздобље    | Грб                        | Напомене |
| -------------------- | ---------------------- | ------------------------------------ | ----------- | -------------------------- | --- |
| Каролинзи            | Карло Ћелави           | Карло Ћелави                         | (840–?)     |                            | Био је француски краљ и основао војводство Бургундију. Ово је његова прва владавина                                     |
| Босониди             | Босо Старији од Арла   |                                      | (?—855)     |                            | Био је Карлов пријатељ                                                                                                  |
| Каролинзи            | Карло Ћелави           | Карло Ћелави                         | (855—875)   |                            | Био је француски краљ и основао војводство Бургундију. Ово је његова друга владавина.                                   |
| Босониди             | Ричард II Судија       | Мапа подељене Бургундије 900. године | (880–921)   |                            | Био је Карлов унук и ујединио је Бургиндију.                                                                            |
| Босониди             | Рудолф Бургундски      | Рудолф Бургундски                    | (921—923)   |                            | Био је Ричардов син и зет претходног краља Француске. Тако је дошао на Бургундски и Француски престо.                   |
| Босониди             | Хуго Црни              |                                      | (923—952)   |                            | Рудолфов рођени брат.                                                                                                   |
| Босониди             | Гилберт од Шалона      |                                      | (952—956)   |                            | Хугов зет. |
| Династија Капет      | Отон Бургундски        |                                      | (956—965)   |                            | Син моћног париског грофа Игоа Великог брата Рудолфове жене Еме Париске и Гилбертов зет.                                |
| Династија Капет      | Одо-Анри Велики        |                                      | (965—1002)  |                            | Отонов рођени брат. |
| Иврејска династија   | Отон-Вилхелм Иврејски  |                                      | (1002—1004) |                            | Син Одо-Анријеве супруге и Аделберта II Иврејског од Италије.                                                           |
| Династија Капет      | Робер II Побожни       | Робер II Побожни                     | (1004—1016) |                            | Отонов синовац и краљ Француске. Године 1004. освојио је Бургундију, али је наставио да носи титулу војводе Бургундије. |
| Династија Капет      | Анри I                 | Анри I                               | (1016—1032) |                            | Роберов син наследник.                                                                                                  |
| Бургундска династија | Робер I Стари          | Робер I Стари                        | (1032—1076) |                            | Анријев млађи брат. Бургундију је добио помоћу мира са братом Анријем, кога је хтео да свргне са престола.              |
| Бургундска династија | Иго II од Бургундије   |                                      | (1076—1079) |                            | Био је најстарији Роберов унук. Абдицирао је у корист млађег брата Одоа.                                                |
| Бургундска династија | Одо I Црвени           | Одо I Црвени                         | (1079—1103) |                            | Млађи брат Одоа Првог.                                                                                                  |
| Бургундска династија | Иго II од Бургундије   | Иго II од Бургундије                 | (1103—1143) |                            | Син Одоа Првог. |
| Бургундска династија | Одо II од Бургундије   | Одо II од Бургундије                 | (1143—1162) | Грб Филипа Првог Руврског  | Најстарији син Ига Другог.                                                                                              |
| Бургундска династија | Иго III од Бургундије  | Иго III од Бургундије                | (1162—1192) | Грб Филипа Првог Руврског  | Најстарији син Одоа Другог.                                                                                             |
| Бургундска династија | Одо III од Бургундије  | Еудес III од Бургундије              | (1192—1218) | Грб Филипа Првог Руврског  | Најстарији син Ига Трећег.                                                                                              |
| Бургундска династија | Иго IV од Бургундије   |                                      | (1218—1271) | Грб Филипа Првог Руврског  | Најстарији син Одоа Трећег.                                                                                             |
| Бургундска династија | Робер II од Бургундије | Робер II од Бургундије               | (1273—1305) | Грб Филипа Првог Руврског  | Најстарији преживели син Ига Четвртог                                                                                   |
| Бургундска династија | Иго V од Бургундије    | ИгоV од Бургундије                   | (1305—1313) | Грб Филипа Првог Руврског  | Најстсрији син Робера Другог.                                                                                           |
| Бургундска династија | Одо IV од Бургундије   | Одо IV од Бургундије                 | (1313—1350) | Грб Филипа Првог Руврског  | Млађи брат Ига Петог.                                                                                                   |
| Бургундска династија | Филип I Руврски        | Филип I Руврски                      | (1350—1360) | Грб Филипа Првог Руврског  | Унук Одоа Четвртог. |
| Династија Валоа      | Жан I Добри            | Жан II Добри                         | (1360—1363) | Грб династије Валоа        | Унук Одоа Четвртог. |
| Династија Валоа      | Филип II Смели         | Филип II Смели                       | (1363—1404) | Грб Филипа Смелог          | Син Жана Доброг. |
| Династија Валоа      | Жан II Неустрашиви     | Јован II Неустрашиви                 | (1404—1419) | Грб Јована II Неустрашивог | Син Филипа Смелог. |
| Династија Валоа      | Филип III Добри        | Филип III Добри                      | (1419—1467) | Грб Филипа III Доброг      | Син Жана Неустрашивог.                                                                                                  |
| Династија Валоа      | Карло Смели            | Карло Смели                          | (1467—1477) | Грб Карла Смелог           | Син Филипа Доброг. |